# イズム (アダルトビデオ)
イズム（IZM）は、日本のアダルトビデオメーカー。有限会社アイゼットエムが展開するアダルトビデオレーベルである。

## 概要
マニアワールド（アガスティア）から独立したAV監督RYUDAI（代表取締役垣迫隆司）らが2005年から開始。
豊満系作品が得意とし、長身、格闘、逆レイプの作品がある。
2025年4月現在も新作をだしている。品番がICDである「痴女男虐」は500作品に達した。

## 作品を出す主なAV監督
- RYUDAI（本名、垣迫隆司）
- 川上真琴（本名、垣迫奈央）

## 主なAV男優
- 福士（本名、日野原勝）

## 主なAV女優
- 安西さつき
- 鮎川志乃
- 愛川沙羅
- 天音しおん
- 藍沢ましろ
- 大迫直子
- 大林理恵
- 内田真由
- 陸川菜乃
- 黒姫伊織
- 草彅鏡子
- 渋谷ルキ
- 小室アリス
- 浜咲恵利
- 南ショコラ
- 峰岸ふじこ
- ももこ
- 八木あずさ